# 足利市立山辺中学校
足利市立山辺中学校（あしかがしりつ やまべちゅうがっこう）は、栃木県足利市西新井町にある公立中学校。

## 概要
通称は「山中」「山辺」など。栃木県足利市の南部に位置し、生徒数は698名（2011年8月現在）と比較的大きな中学校と言える。
栃木県足利市の学校であるが、群馬県太田市高瀬町からの越境通学が1964年（昭和39年）から2014年（平成26年）度まで公式に認められていた。太田市高瀬町の本来の通学先であった太田市立毛里田中学校よりも山辺中学校の方が近かったため、太田市が足利市へ委託料を支払うことで特例として許可されていたのである。しかしながら、太田市立城東中学校が開校すると、高瀬町からの通学距離は山辺中学校と変わらなくなったため、越境通学者は減少し、2014年（平成26年）度におおむね終了した。
服装男子は一般的な学ラン、女子はネクタイやリボンなしで紺のブレザーの制服がある。

## 沿革
矢場川中学校
- 1947年 - 矢場川村立矢場川中学校開校。
- 1960年 - 矢場川村の足利市合併により足利市立矢場川中学校と改称。
- 1961年 - 閉校。

山辺中学校
- 1947年4月28日 - 山辺町立山辺中学校開校。
- 1953年4月1日 - 山辺町の足利市合併により足利市立山辺中学校と改称。
- 1961年
  - 4月1日 - 矢場川中学校を統合。
  - 4月27日 - 体育館完成（現在の格技場）
- 1963年6月30日 - プール完成。
- 1966年10月29日 - 校旗、掲揚旗、応援旗制定。
- 1978年3月18日 - 鉄筋コンクリート造第1号館完成（9教室）
- 1979年3月20日 - 鉄筋コンクリート造第2号館完成（9教室、図書室）
- 1980年3月20日 - 鉄筋コンクリート造第3号館完成（12教室）
- 1984年3月3日 - 新体育館完成。旧体育館を格技場と名称変更。
- 1987年3月20日 - 鉄筋コンクリート造第4号館完成（特別教室棟）
- 1988年
  - 2月29日 - 鉄筋コンクリート造第5号館完成（管理棟）
  - 9月12日 - プール竣工。

## 出身者
- 早川尚秀（14代足利市長）
- 手島優